# Takashi Kageyama
Takashi Kageyama (født 27. maj 1977) er en tidligere japansk fodboldspiller.
Han har spillet for flere forskellige klubber i sin karriere, herunder Sanfrecce Hiroshima og Cerezo Osaka.